# Jatropha malacophylla
Jatropha malacophylla är en törelväxtart som beskrevs av Paul Carpenter Standley. Jatropha malacophylla ingår i släktet Jatropha och familjen törelväxter. Inga underarter finns listade i Catalogue of Life.